# Wilhelm Bölsche
Wilhelm Karl Eduard Bölsche (né le 2 janvier 1861 à Cologne et mort le 30 août 1939 à Schreiberhau, arrondissement d'Hirschberg-des-Monts-des-Géants, province de Basse-Silésie) est un écrivain allemand.

## Famille
Il est le fils de l'éditeur Karl Bölsche (de) (1813-1891) ; en premier mariage, il est marié à Adele Bertelt (1860-1942), le mariage est divorcé en 1896. En secondes noces, Bölsche épouse Johanna Walther (1863-1923), une amie d'enfance. Le couple a trois enfants : Ernst Wilhelm Julius (1898-1899), Karl Erich Bruno (1899-1977) et Johanna Alwine Elisabeth (1900-1935). Il décède le 30 août 1939 et est enterré dans le cimetière protestant de Nieder-Schreiberhau, dans la section F 3, aux côtés de son épouse Johanna (la tombe n'est plus reconnaissable en raison de la dévastation ultérieure du cimetière),

## Biographie

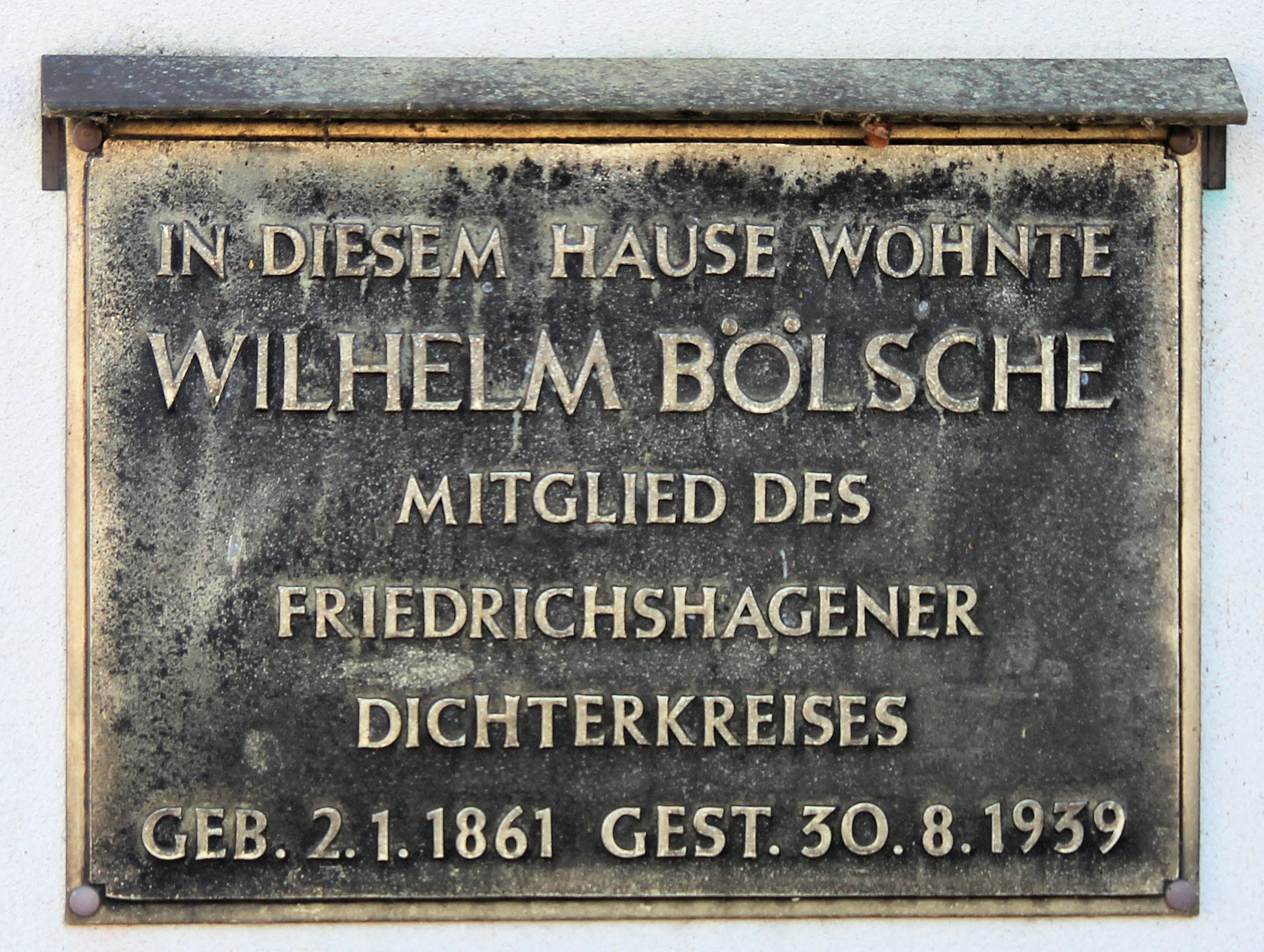
Plaque commémorative sur la maison du Müggelseedamm 254, à Berlin-Friedrichshagen

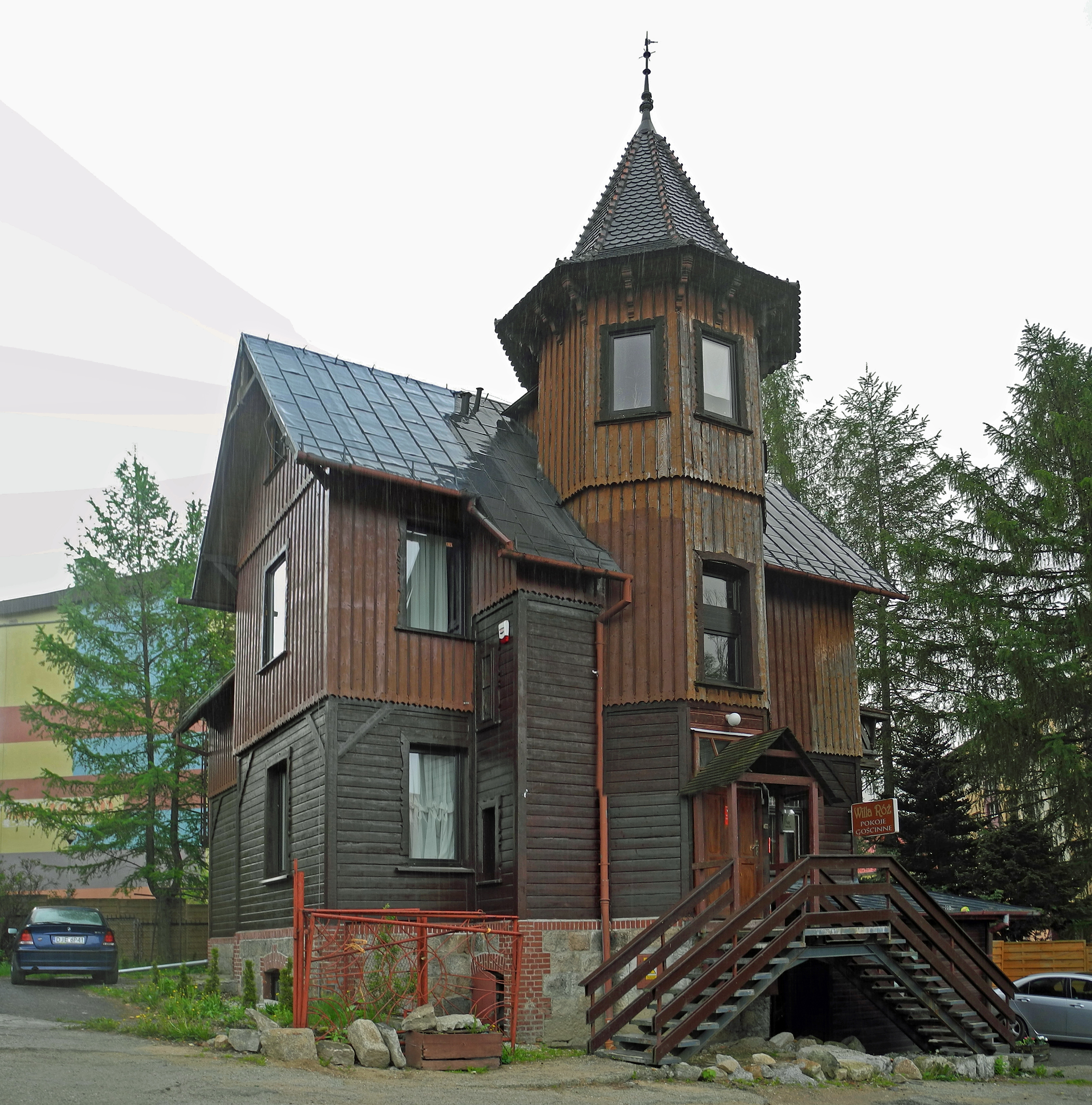
Villa-tour à Szklarska Poręba

Wilhelm Bölsche étudie la philosophie, l'histoire de l' art et l'archéologie à l'Université de Bonn de 1883 à 1885 et vità Berlin à partir de l' automne 1887. De 1890 à 1893, il édite les « Freie Bühne » pour l'éditeur S. Fischer ; les livrets verts sont considérés comme le journal culturel et politique le plus important d'Allemagne et l'organe du naturalisme. Les auteurs se sont rencontrés « à la campagne ». À partir de l'été 1890, Bölsche vit dans différentes résidences à Berlin-Friedrichshagen : d'abord à Scharnweberstraße 73, à partir du printemps 1891 à Wilhelmstraße 72 (depuis 1951 : Peter-Hille-Straße 66), à partir de 1894 à Ahornallee 19. À partir d'octobre 1893, il vit à Zurich, où il rencontre entre autres Franz Blei et Anita Augspurg. En 1894, il revient à Friedrichshagen. Aux côtés de Bruno Wille (de), il devient la figure centrale du cercle des poètes de Friedrichshagen (de) et est considéré comme « l'âme et l'esprit de Friedrichshagen ». Bölsche devient membre de la Communauté religieuse libre (de) de Berlin et est cofondateur de la Fédération allemande des monistes (de) en 1906 et membre de la Société d'hygiène raciale depuis sa création en 1905.
En 1918, Bölsche s'installe définitivement à Schreiberhau dans les Monts des Géants, où il vit pendant de nombreuses années dans la "Villa Carmen" à Ober-Schreiberhau et dans les années 1930 dans la villa-tour à Winklerstraße 736 (aujourd'hui ul. 1 Maja 33).
Bölsche publie les œuvres d'écrivains allemands bien connus, tels que Heinrich Heine (1887), Wilhelm Hauff (1888), Ludwig Uhland (1893), Christoph Martin Wieland (1902), Novalis (1903) et des écrits individuels d'Alexander von Humboldt et Ludwig Büchner, Carus Sterne et Angelus Silesius. Bien que la plupart des écrits de Bölsche traitent de sujets scientifiques, il n'est pas un scientifique mais popularise des sujets scientifiques en tant qu'écrivain : En tant que laïc compétent, Bölsche écrit pour des profanes. Avec son livre Das Liebesleben in der Natur (1898), Bölsche est considéré comme le créateur du livre de non-fiction moderne. Il est également l'initiateur du premier centre d'éducation pour adultes d'Allemagne et donne une impulsion importante au mouvement de réforme de la vie.
Dans des dizaines de livres et de volumes "Kosmos", le libre penseur, moniste et évolutionniste popularise les connaissances de son temps, surtout la théorie évolutionniste de Charles Darwin et d'Ernst Haeckel. Il écrit des biographies sur Darwin, Haeckel et Johann Wolfgang von Goethe . Il est également l'éditeur de nombreux auteurs.

## Adhésions
Wilhelm Bölsche devient membre de la Société paléontologique (de) en 1912, l'année de sa fondation.

## Honneurs
Une crête dans les Monts des Géants, une île au Spitzberg, une école à Berlin et des rues dans un certain nombre de villes allemandes sont nommées en l'honneur de Bölsche, notamment la Bölschestraße (de) à Berlin-Friedrichshagen.
Dans les années 1960 et 1970, le Kosmos-Verlag de Stuttgart, dont Wilhelm Bölsche est l'un des auteurs les plus prolifiques, décerne une médaille Bölsche à des personnalités méritantes. Les lauréats sont Alexander Mitscherlich, Theo Löbsack (de), Carl Friedrich von Weizsäcker, Irenäus Eibl-Eibesfeldt, Hoimar von Ditfurth, Karl Steinbuch et Wilhelm Fröhlich (de).
En janvier 2001, le planétoïde 1998 FC127, découvert le 31 mars 1998 à  l'observatoire populaire de Drebach (Monts Métallifères), est nommé d'après Bölsche. Il porte désormais la désignation officielle (17821) Bölsche et se déplace autour du soleil entre les planètes Mars et Jupiter.

## Éditions uniques

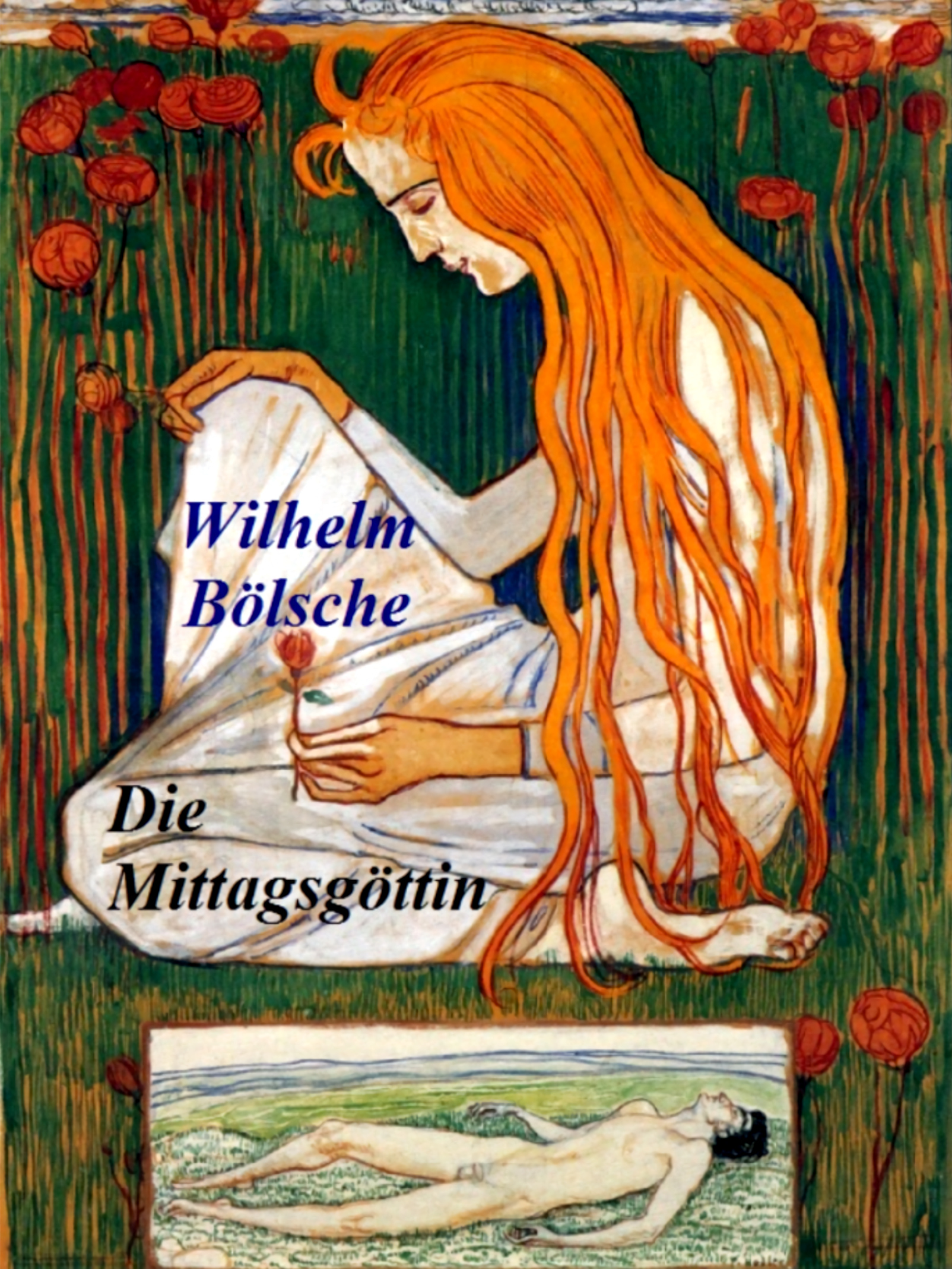
Die Mittagsgöttin
Couverture: Ferdinand Hodler

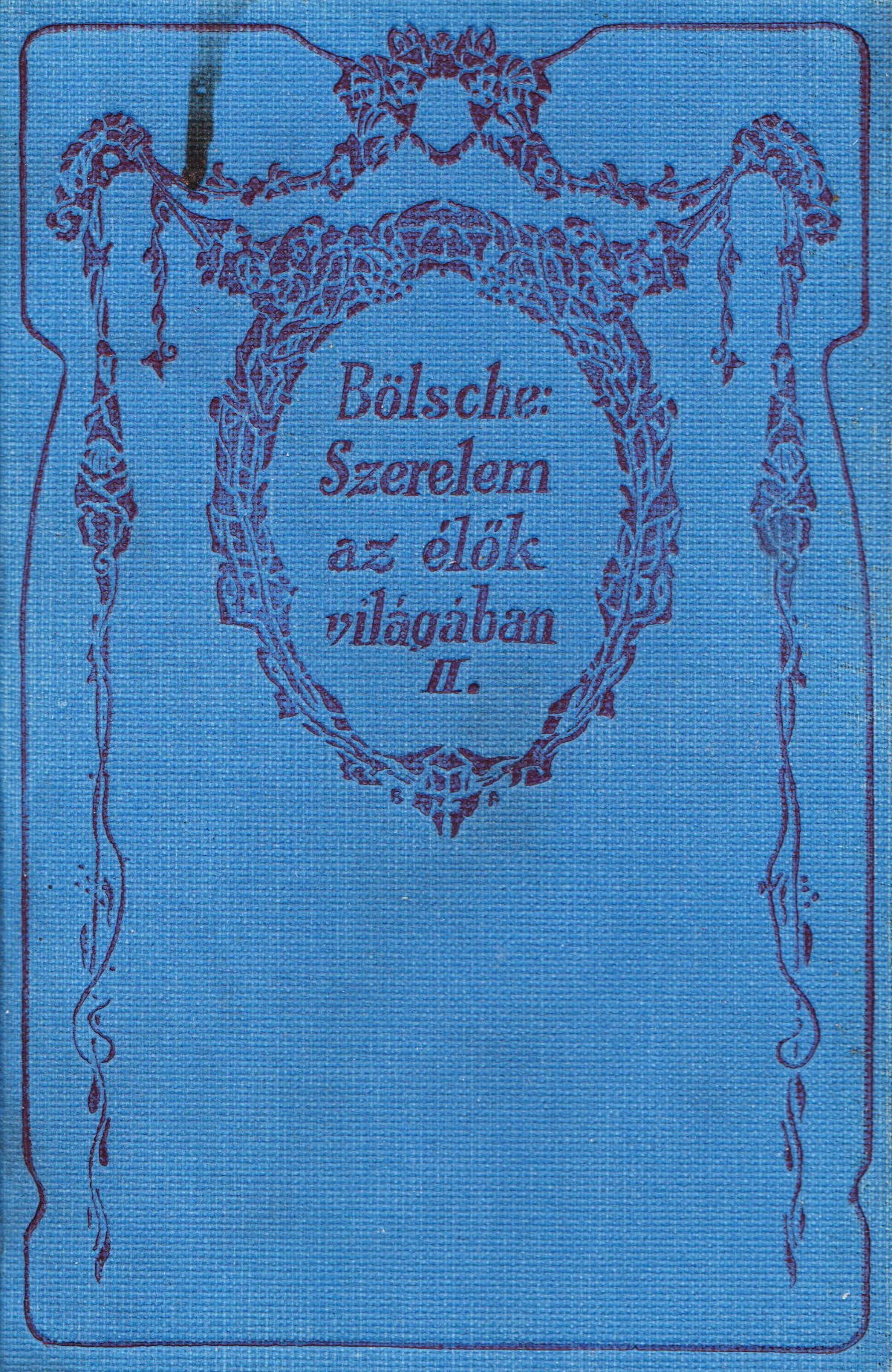
L'amour dans le monde de la vie (édition hongroise)

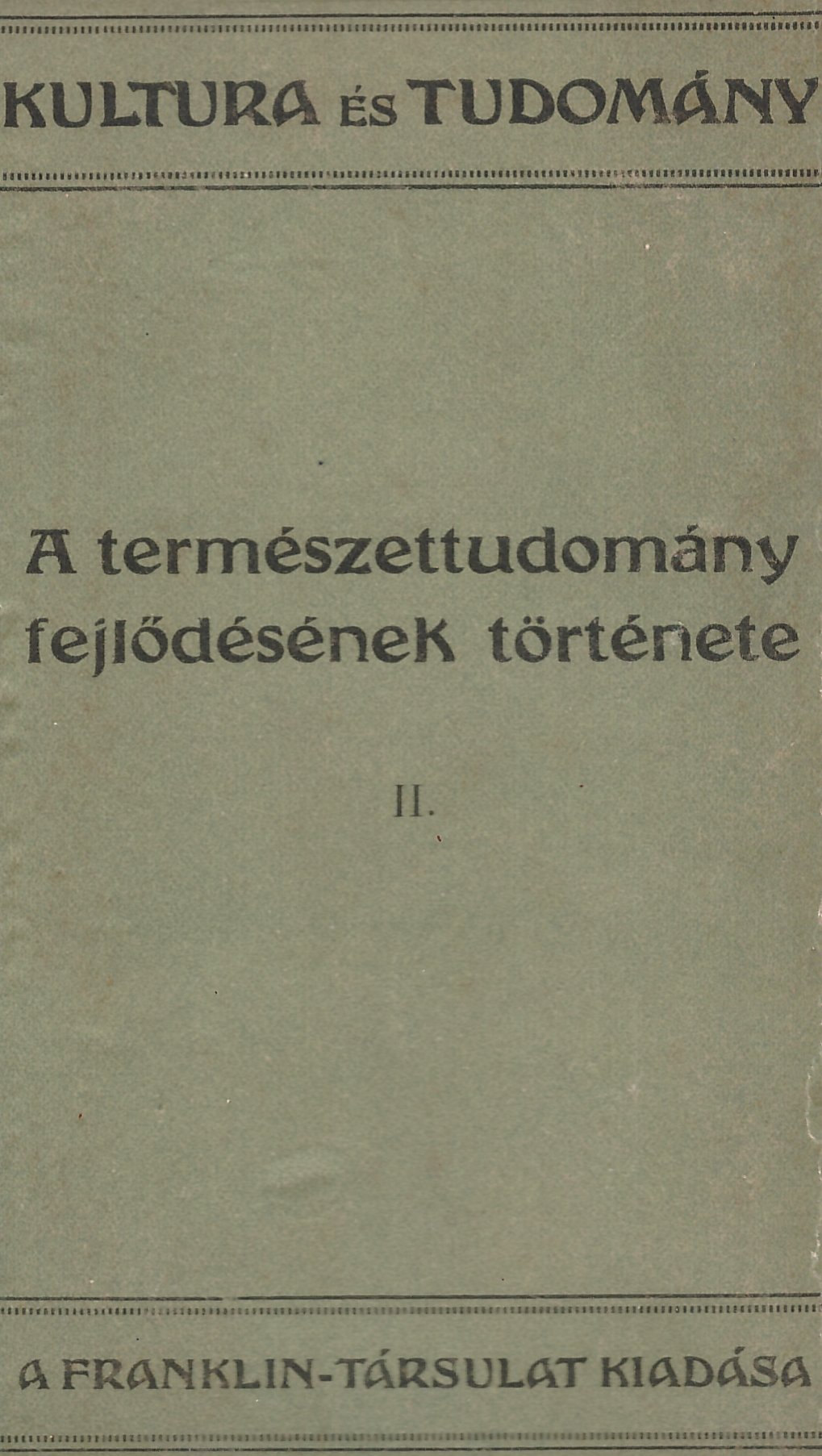
Histoire du développement de la science (édition hongroise)

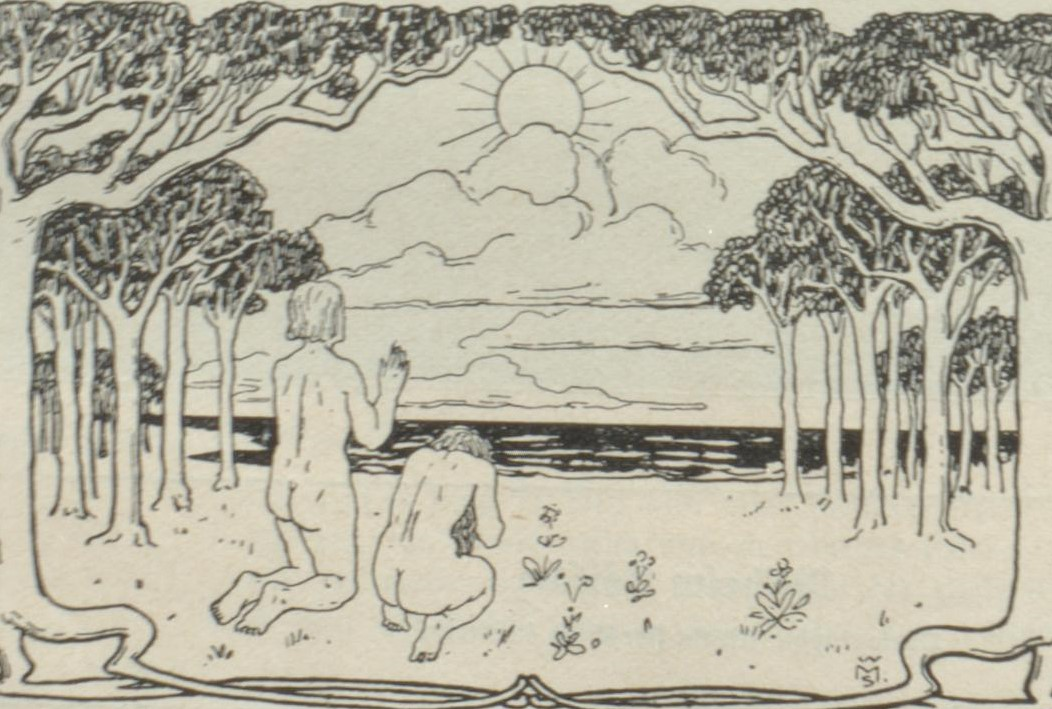
Wilhelm Müller-Schönefeld : Illustration pour La vie amoureuse dans la nature

- Paulus. Roman aus der Zeit des Kaisers Marcus Aurelius, 2 Bde., 1885
- Der Zauber des Königs Arpus, Roman, 1887
- Die naturwissenschaftlichen Grundlagen der Poesie. Prolegomena einer realistischen Ästhetik, 1887
- Heinrich Heine. Versuch einer ästhetisch-kritischen Analyse seiner Werke und seiner Weltanschauung, 1888
- Die Poesie der Großstadt, 1890 Digitalisierter Text
- Die Mittagsgöttin. Ein Roman aus dem Geisteskampfe der Gegenwart, 3 Bde., Roman, 1891 Digitalisierter Text
- Freireligiöse Neujahrsgedanken. Festvortrag, gehalten am 1. Januar 1893 in der Freireligiösen Gemeinde zu Berlin, 1893
- Entwicklungsgeschichte der Natur, 2 Bde., 1894–1896
- Das Liebesleben in der Natur, 1898–1903
  - Bd. 1. Diederichs, Florenz u. Leipzig 1898.
  - Bd. 2. Diederichs, Leipzig 1900.
  - Bd. 3. Diederichs, Leipzig 1903.
- Goethe im zwanzigsten Jahrhundert. Ein Vortrag, 1900
- Tiere der Urwelt, 1900 (Illustration: Heinrich Harder) Digitalisierte Kopie
- Ernst Haeckel. Ein Lebensbild, 1900
- Die Entwicklungslehre (Darwinismus), 1900
- Vom Bazillus zum Affenmenschen. Naturwissenschaftliche Plaudereien, 1900
- Hinter der Weltstadt. Friedrichshagener Gedanken zur ästhetischen Kultur, 1901
- Die Eroberung des Menschen, 1901
- Die Entwicklungslehre im 19. Jahrhundert, 1901
- Von Sonnen und Sonnenstäubchen. Kosmische Wanderungen, 1903
- Aus der Schneegrube. Gedanken zur Naturforschung, 1903
- Weltblick. Gedanken zu Natur und Kunst, 1904
- Naturgeheimnis, 1905
- Der Sieg des Lebens, 1905
- Die Schöpfungstage. Umrisse zu einer Entwicklungsgeschichte der Natur, 1906
- Im Steinkohlenwald, 1906
- Auf den Spuren der tropischen Eiszeit, 1907
- Was ist die Natur?, 1907
- Tierbuch. Eine volkstümliche Naturgeschichte (Illustration: Heinrich Harder), Berlin, Bondi 1908–1911
  - Bd. 1: 1908
  - Bd. 2: Das Pferd und seine Geschichte, 1909
  - Bd. 3: Der Hirsch und seine Geschichte, 1911
- Darwin, seine Bedeutung im Ringen um Weltanschauung und Lebenswert. 6 Aufsätze, 1909
- Auf dem Menschenstern. Gedanken zu Natur und Kunst, 1909
- Der Mensch in der Tertiärzeit und im Diluvium, 1909
- Komet und Weltuntergang, 1910
- Stunden im All, 1910
- Festländer und Meere im Wechsel der Zeiten, 1913
- Stirb und Werde! Naturwissenschaftliche und kulturelle Plaudereien, 1913
- Tierwanderungen in der Urwelt, 1914 (Illustration: Heinrich Harder)
- Der Mensch der Zukunft, 1915
- Von Wundern und Tieren. Neue naturwiss. Plaudereien, 1915
- Der Stammbaum der Insekten, 1916
- Neue Welten – die Eroberung der Erde in Darstellungen großer Naturforscher. Deutsche Bibliothek, Berlin, 644 S, 1917
- Schutz- und Trutzbündnisse in der Natur, 1917
- Eiszeit und Klimawechsel, 1919
- Naturphilosophische Plaudereien, 1920
- Tierseele und Menschenseele, 1924
- Von Drachen und Zauberküsten. Abenteuer aus dem Kampf mit dem Unbekannten in der Natur, 1925
- Erwanderte deutsche Geologie. Die Sächsische Schweiz, 1925
- Die Abstammung der Kunst, Franck'sche Verlagshandlung, Stuttgart, Kosmos, Gesellschaft der Naturfreunde 1926
- Im Bernsteinwald, Franckh'sche Verlh., Stuttgart 1927
- Drachen. Sage und Naturwissenschaft. Eine volkstümliche Darstellung, 1929
- Der Termitenstaat. Schilderung eines geheimnisvollen Volkes, 1931
- Das Leben der Urwelt. Aus den Tagen der grossen Saurier. Dollheimer, Leipzig 1931 u. Fackelträger, Hannover o. J. (ca. 1955).
- Was muß der neue deutsche Mensch von Naturwissenschaft und Religion fordern. Vortrag, 1934

### Éditeur
- Christoph Martin Wielands ausgewählte Werke, 4 Bde., 1902
- Novalis. Ausgewählte Werke, 3 Bde., 1903
- Des Angelus Silesius Cherubinischer Wandersmann, 1905

### Direction
- Curt Grottewitz (de): Mensch und Natur. Von Bölsche ergänzte Nachlaßausgabe. Der Bücherkreis (de), Berlin 1928.

## Édition complète
Wilhelm Bölsche. Werke und Briefe. Wissenschaftliche Ausgabe. Hrsg. von Hans-Gert Roloff (de). Berlin: Weidler Buchverlag 2005 ff.

### Travaux
- Wilhelm Bölsche. Erzählungen und Romane 1. Hrsg. von Hans-Gert Roloff und Gerd-Hermann Susen. Berlin: Weidler Buchverlag 2012 (Enthält: Lenzritter; Apollodorus; Paulus; Der Zauber des Königs Arpus)
- Wilhelm Bölsche. Romane 2. Hrsg. von Gerd-Hermann Susen. Berlin: Weidler Buchverlag 2005 (Enthält: Die Mittagsgöttin)

### Lettres
- Wilhelm Bölsche. Briefwechsel mit Autoren der Freien Bühne. Hrsg. von Gerd-Hermann Susen. Berlin: Weidler Buchverlag 2010 (Briefe und Kommentare, Briefverzeichnis auf correspSearch)
- Wilhelm Bölsche. Briefwechsel mit Carl und Gerhart Hauptmann. Hrsg. von Edith Wack. Berlin: Weidler Buchverlag 2018 (Briefe und Kommentare, Briefverzeichnis auf correspSearch)